# 日本驻郑州领事馆旧址
日本驻郑州领事馆旧址位于河南省郑州市管城回族区东三马路80号，在1935-1937年间曾为日本驻郑州领事馆的办公地址。2006年6月，该建筑作为郑州铁路职工学校旧址的附属项被河南省人民政府公布为第四批河南省文物保护单位。

## 历史
日本驻郑州领事馆经国民政府批准，设立于1931年2月7日，隶属于日本驻汉口总领事馆。1931年九一八事变后，该领事馆于9月28日关闭。1935年再次筹备复馆，并于1936年重新开设，为抗日战争前日本在中国设立的最后一个领事馆，至1937年8月9日下旗闭馆。
该处建筑建于1928年，最初为美孚煤油公司使用。1935年10月恢复日本驻郑州领事馆时，选择该处作为馆址，直至1937年关闭。抗日战争结束后，该处建筑由政府部门用作办公场地。中华人民共和国时期，由郑州商贸劳动服务公司使用。2002年8月20日，由郑州市二七纪念馆接管，并于2004年4月至12月对建筑进行修缮。

## 建筑
日本驻郑州领事馆旧址由两幢小楼和一个方形庭院组成，为中西结合的建筑风格，建筑面积1052.7平方米，共有房间35间。